# 特別快速列車
特別快速（日语：／）是日本的一種列車類別。在規則上為普通列車的一種，通常該列車會比快速列車停靠更少車站。簡稱特快（日语：／）。

## 概要
特別快速是比快速電車（參見電車線·列車線）高一級的列車類別。JR的前身日本國有鐵道（國鐵）在新宿站至八王子站（京王八王子站）之間與京王帝都電鐵（現時：京王電鐵）京王線的特急（不需特別費用）進行競爭。在1967年7月起，中央線上開設了特別快速（現時：中央特快、青梅特快）列車。在1969年，仙台鐵道管理局石卷站至仙台站之間開設特別快速列車，使行車時間縮短至60分鐘。在1970年，大阪鐵道管理局（現時：西日本旅客鐵道〈JR西日本〉）與京阪神急行電鐵（現時：阪急電鐵）、京阪電氣鐵道、阪神電氣鐵道等私鐵進行競爭，因此於東海道、山陽本線上開設新快速列車。
後來，長久以來定期列車於幾個線區上行走，有時會以臨時列車上行走。在國鐵分割民營化後，為了提高效率，一些急行列車降級為連結指定席和綠色車廂的快速列車。在2004年的湘南新宿線和2005年的常磐線這是其中兩個例子，原本的班次是以快速列車高一級的列車種類。
在1999年，東海旅客鐵道（JR東海）東海道線名古屋地區加設「特別快速」班次。當時線區上還有來自國鐵時代的新快速班次。在北海道旅客鐵道（JR北海道）中，有一些急行列車降級變成「特別快速」，另外一些列車取消的替代班次也會開設「特別快速」。
在「特別快速」的英文中。JR東日本會稱為"Special Rapid Service"，JR東海會稱為"Special Rapid Train"。另外，JR西日本的新快速也是稱為"Special Rapid Service"（同時，JR東海的新快速會稱為"New Rapid Train"）。在這個情況下，米原站由於會有JR東海和JR西日本的新快速列車班次。而米原站的在來線月台是由JR西日本管轄，因此站內LED式列車資訊會使用JR西日本的標準，而岐阜、名古屋方向的特別快速和新快速的英文均使用 "S.Rapid" ，在英文上不會區分兩款列車類別。

### 現時設有「特別快速」的線區
截至2020年3月14日，以下線區中設有「特別快速」的班次： 
- 北海道旅客鐵道（JR北海道） 
  - 石北本線「列車」
  - 千歲線「機場」（只限部分早上與黃昏列車）
- 東日本旅客鐵道（JR東日本） 
  - 中央本線（中央線快速） 
    - 青梅線、五日市線、八高線

  - 常磐線、上野東京線（常磐快速線 - 東海道線）
  - 湘南新宿線（東海道線 - 高崎線）
  - 仙石東北線（東北本線 - 仙石線）
- 東海旅客鐵道（JR東海） 
  - 東海道本線（濱松 - 米原）
- 信濃鐵道
  - 信濃鐵道線、北信濃線

### 過去曾經設有「特別快速」的線區
以下列出過去設有「特別快速」的列車線區：
- 日本國有鐵道（國鐵）
  - 函館本線（小樽站 - 岩見澤站之間）
  - 總武本線、成田線（御茶之水站 - 成田站之間，成田初詣臨時（日语：初詣臨時列車），行走於新宿 - 成田之間）
  - 北陸本線（福井站 - 富山站之間）
  - 鹿兒島本線（小倉站 - 博多站之間）
- 東日本旅客鐵道（JR東日本）
  - 山田線「谷灣」
  - 東北本線、石卷線、氣仙沼線（仙台站 - 氣仙沼站）「南三陸海邊」（臨時列車，1980〜90年夏天）
  - 仙石線「海風」
  - 仙山線「仙山」「假日仙山」
  - 磐越西線「磐梯」（臨時列車）
  - 橫須賀線、總武本線、成田線「機場成田」（大船站 - 東京站 - 成田機場站之間，臨時列車，1991年7月20日 - 1992年11月29日）
  - 橫須賀線、總武本線、成田線、鹿島線「鹿島足球場」（久里濱站 - 東京站 - 千葉站 - 成田站 - 鹿島神宮站，臨時列車，2002年6月2日 - 2002年6月8日）
  - 總武本線（總武快速線）、內房線（2015年3月14日 - 2017年3月4日）
- 東海旅客鐵道（JR東海）飯田線（豐橋 - 本長篠之間）
- 西日本旅客鐵道（JR西日本）
  - 大阪環狀線、阪和線、關西機場線「關空特快Wings」
- 九州旅客鐵道（JR九州） 
  - 指宿枕崎線「菜花DX」

上述路線比快速列車較少停靠站，或是起點站與終點站之間不停站。現時由於停車站與時間表變更，因此最快的列車改為名為「快速」。另外，山田線的「谷灣」中，通常快速列車有另一個名稱（「外山」）。指宿枕崎線「菜花DX」中，由於停車站與「菜花」不同，因此使用兩個不同的列車名以作分別。

## JR

### 千歲線「機場」
在2020年（令和2年）3月14日實施時間表修正。把現時快速「機場」中，早上和黃昏部分列車改為更快速的「特別快速」班次，大多數都是快速列車。

### 中央線·青梅線

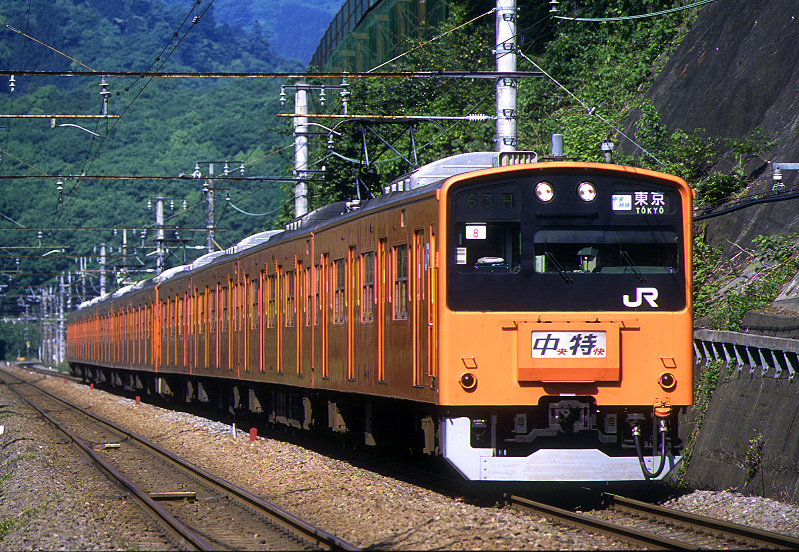
特別快速的元祖「中央特快」

#### 概要
中央線在不同行駛方向與時間下，會細分下列特快速速種類。有關停車站可參見中央線快速#車站列表。
- 通勤特別快速（日语：／/Commuter Special Rapid）（平日早上上行中，列車資訊上會顯示通勤特快）
- 中央特快（日语：／/Chūō Special Rapid）
- 青梅特快（日语：／/Ōme Special Rapid）
- 通勤快速（日语：／/Commuter Rapid）（只限平日黃昏下行班次）
- 特別快速（日语：／/Special Rapid）（只於星期六及假日行走的假日快速快速奧多摩、秋川）

在平日行走的班次為通勤特快和通勤快速，基本上在星期六及假日的班次為中央特快和青梅特快。有關歷史可參見中央線快速#歷史。
關於到發站為中央本線大月站或富士急行線河口湖站的班次，這些班次（包含快速列車）在高尾站以西區間均會變為普通列車。
所有班次使用來自豐田車輛中心的E233系。

#### 中央特快·青梅特快
中央特快在平日（通勤繁忙時間除外）、星期六和假日設有班次。主要行走於東京站至高尾站之間。部分班次以大月站或富士急行線河口湖站到發。
在開設當初，列車在中野站至立川站之間快速行走，並只於日間設有班次。在1986年延長了服務時間。關於班次，以新宿站作為基準，上下行都是相等，早上只有2班、早上以後每小時1至4本（只限星期六及假日），日間4班，黃昏至深夜1～4班。平日黃昏下行方向的班次均為後述的通勤快速。在日間，連同青梅特快，每小時設有5班（平日）或6班（假日）。
曾經在平日深夜設有下行列車班次從新宿出發。該列車通過中野站，在三鷹站前不停站。上述安排與在中央本線長距離普通列車駛入新宿站的時代相同。同時，上述停車站安排只於1986年11月1日至2017年3月3日實施，當初該列車類別為通勤快速。

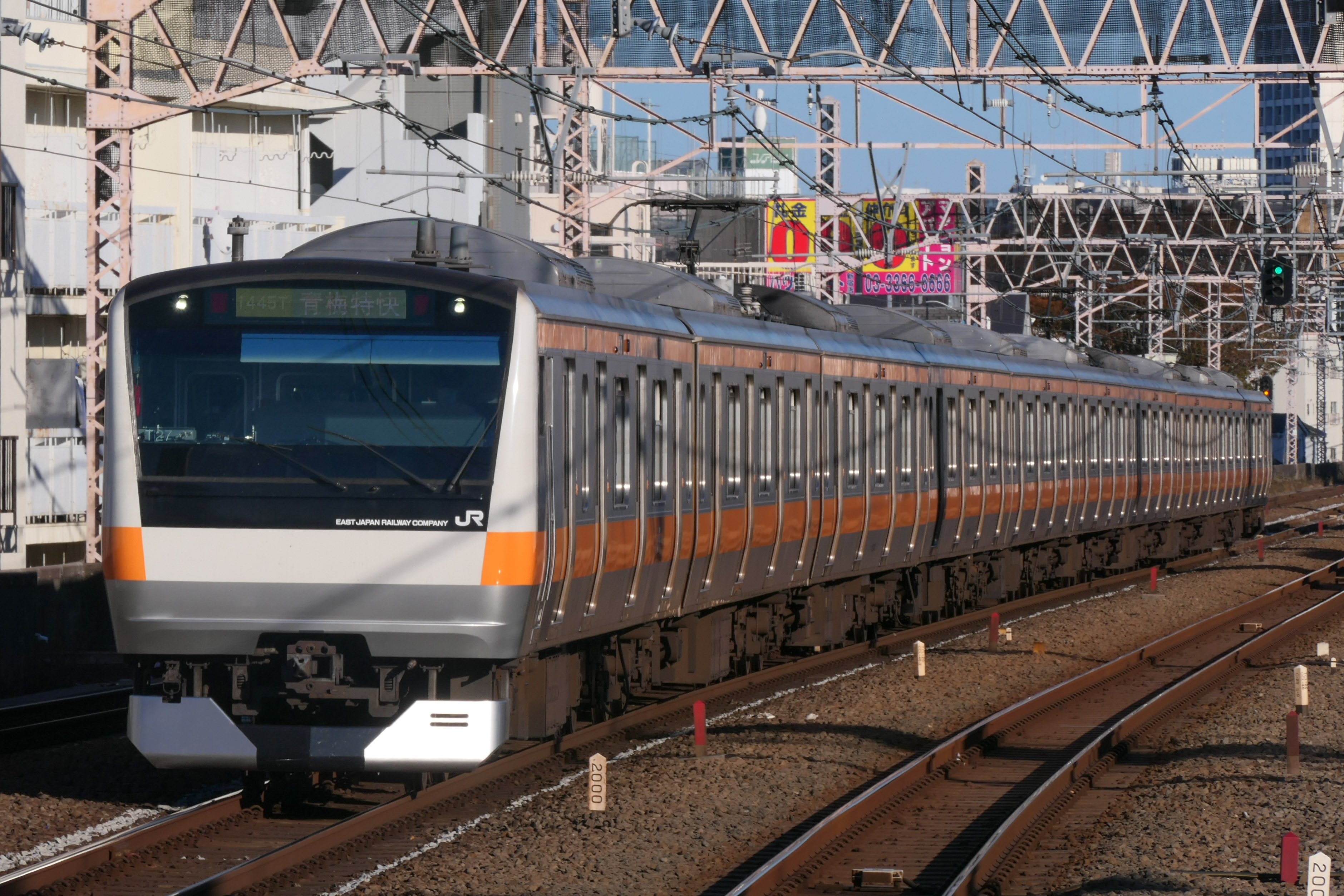
青梅特快

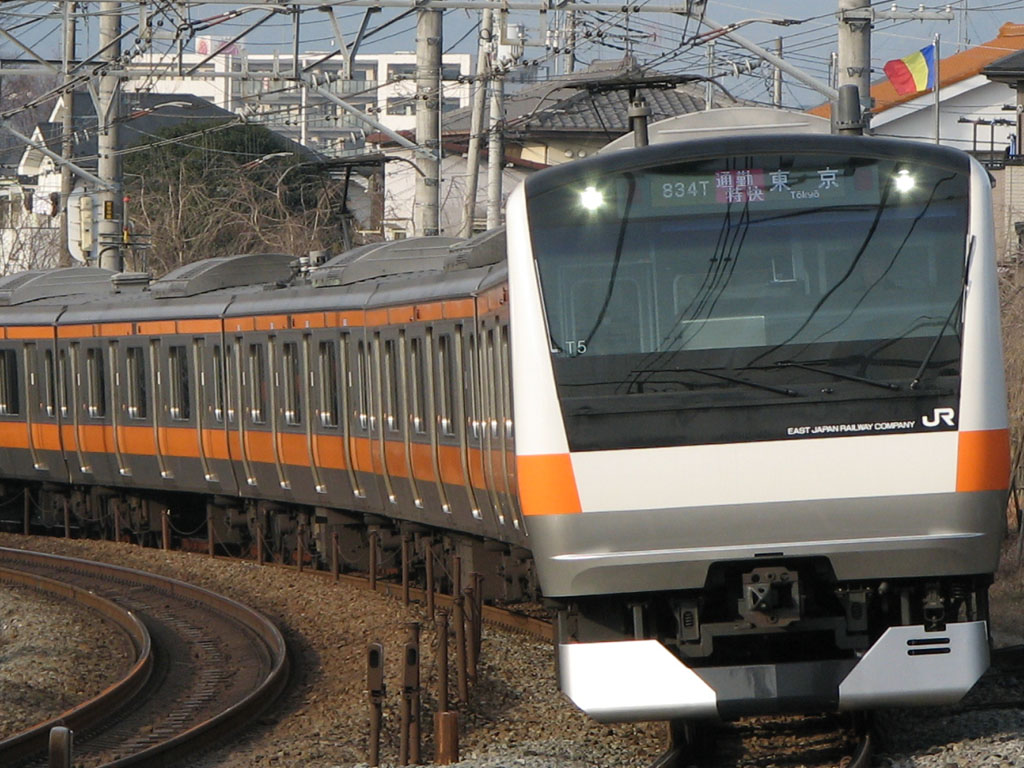
通勤特快

青梅特快主要行走於中央線東京站至青梅線青梅站之間。當中，也有班次（星期六及假日早上一班）會從五日市線武藏五日市出發，從八高線高麗川出發，然後在拜島站結併前往東京方向。列車在青梅線、五日市線和八高線內各站停車。通常在日間行走。
當發生鐵路事故（人身事故等）情況，令青梅線、中央線之間的直通運輸中止時。青梅特快只會行走於東京站至立川站、豐田站、八王子站之間。於豐田站、八王子站到發的青梅特快只會在立川站不能折返運輸時使用。
另外，從新宿出發，於星期六及假日行走的假日快速「奧多摩號」、「秋川號」都是「特別快速」的一種。由於停車站相異，因此青梅特快開始運行後，為了防止誤乘，因此加上了「假日快速」以作區分。在2001年12月1日起，「假日快速」提升至星期六及假日行走的定期列車。詳細參見「假日快速奧多摩」。
中央特快和青梅特快都可在三鷹站和國分寺站轉乘快速、各站停車。部分班次可於立川站轉乘其他班次。在立川站轉乘的班次中，中央特快可轉乘青梅線方向的快速列車，青梅特快可轉乘中央線方向的快速列車。在星期六及假日，從八王子、豐田出發的快速列車會被中央特快追過（在立川站於12時27分出發中央特快會追越於12時30分出發的快速列車）。

##### 停車站
東京站 –  神田站 –  御茶之水站 –  四谷站 –  新宿站 –  中野站 –  三鷹站 –  國分寺站 –  立川站
- 中央特快、青梅特快會在立川站以後各站停車。

#### 通勤快速
通勤快速只於平日黃昏繁忙時間行走，只有下行班次。停車站方面，通勤快速按照中央特快、青梅特快的停車站，再加停荻窪站和吉祥寺站。名稱上雖然不使用「特快」，在中央線快速系統中，通勤快速與中央特快、青梅特快、通勤特快同樣都會較快速的列車班次。另外，中央線、青梅線系統中，也是統一名為通勤快速，沒有再區分。班洋次方面，從東京站出發為基準，每小時設有4班列車。列車的目的地包括高尾、大月、青梅、河口湖、高麗川/武藏五日市。

##### 停車站
東京站 → 神田站 → 御茶之水站 → 四谷站 → 新宿站 → 中野站 → 荻窪站 → 吉祥寺站 → 三鷹站 → 國分寺站 → 立川站
- 包含青梅線在內，於立川站起各站停車。

#### 通勤特別快速
通勤特快只於平日早上繁忙時間行走，只有上行班次。行走區間為從大月站、高尾站或青梅站前往東京站。在中央線車輛的類別標示、站內資訊中統一名為「通勤特快」，在JR東日本官方網站的時間表頁面中會名為「通勤特別快速」。
列車主要服務對象是居住在多摩地域西部的通勤客。高尾站至新宿站之間的停車站與上述的特別快速有所相異。在該區間中，只停靠八王子站、立川站和國分寺站，國分寺站至新宿站之間不停站。但是由於早上停站較多的快速列車班次過密，加上由吉祥寺至高圓寺站之間的車站並沒有列車待避追越的設計，因此所需時間比起日間的特快為長。班次方面，從中央線大月出發的班次有2班，高尾出發的班次有1班、青梅線青梅出發的班次有2班。一共設有5班。
基本上通勤特快的列車會使用一般的快速電車。在1990年代起，「早安Liner高尾」「Home Liner高尾」「Home Liner青梅」（後來名為「中央Liner」「青梅Liner」，現時為特急「八王子」「青梅」）開始取代了通勤特快的功能。

##### 停車站
高尾站 → 八王子站 → 立川站 → 國分寺站 → 新宿站 → 四谷站 → 御茶之水站 → 神田站 → 東京站
- 大月站 → 高尾站之間，以及青梅線內各站停車。

### 湘南新宿線（東海道線 - 高崎線系統）

#### 概要
2004年10月16日起在湘南新宿線中開設了特別快速，行走於高崎線高崎站至東海道線小田原站之間，途經湘南新宿線。使用來自小山車輛中心和國府津車輛中心的E231系或E233系（或者E231系和E233系結併運輸），當中兩卡為綠色車廂。在2001年湘南新宿線開始營業時，高崎線到發的快速列車在横須賀線區間中會通過西大井、新川崎、保土谷和東戶塚（在橫須賀線內快速運輸），當中該「快速」在高崎線內和東海道線內的列車類別變為「普通」。特別快速的「快速」部分是在各站停車的東海道線、高崎線內通過運輸。另一方面，在高崎線（橫須賀線）內快速運輸而東海道線內各站停車的快速列車廢除時，新設了另一款「特別快速」列車，該「特別快速」通過惠比壽站。橫須賀線內各站停車的宇都宮線 - 橫須賀線系統沒有湘南新宿線特別快速班次。班次最高時度120km/h。在開始運行前後，曾經張貼了巨大的戶外廣告牌與電車內門上張貼了廣告，宣傳來往新宿至橫濱之間最快只需27分鐘。
高崎線方面，原本行走於上野站、池袋駅 - 籠原站、高崎駅、前橋站之間的快速列車「Urban」中，日間所有上述列車班次均變為特別快速。另一方面，在東海道線方面，原本行走於東京站 - 小田原站、熱海站之間的快速「Acty」中，沒有改變班次，改為額外增加班次的方式行走。此外，新宿站至小田原站之間的所需時間為74至78分鐘，與小田急浪漫特快列車所需時間相近。
運輸區間中，東海道線一方的首班定期列車會從平塚站出發，其他班次都是行走於小田原站 ⇔ 高崎站之間。
前往高崎（直通至高崎線）的班次中，可於高崎線的鴻巢站或東海道線內大船站、平塚站轉乘普通列車（部分班次不可轉乘）。另一方面，前往小田原（直通東海道線）的班次中，可於高崎線的桶川站或東海道線內平塚站轉乘普通列車（部分班次不可轉乘）。
此外。在2007年3月18日時間表修正起，主要在星期六日的多客時期，每日1個往返班次會延長至熱海站。在2009年3月14日時間表修正起，增至每日2個往返班次。停車站在2004年10月15日以前與部分快速「Acty」相同。現時快速「Acty」在小田原以西區間各站停車，而小田原以西的特別快速是高級於快速「Acty」。
有關詳情，可參見湘南新宿線、高崎線和東海道線 (JR東日本)。

##### 停車站
在高崎線內，停車站與快速「Urban」相同，這是由於上述提及，特別快速班次於日間取代了快速「Urban」。在東海道本線內的停車站中與快速「Acty」相異，當初快速「Acty」通過戶塚站，但是特別快速停靠戶塚站。但是後來出現了一個快速通過站中，高一級的特別快速卻停站這個奇怪情況。因此快速「Acty」也停靠戶塚站。
（高崎站 –  熊谷站各站） - 鴻巢站 –  北本站 –  桶川站 –  上尾站 –  大宮站 –  浦和站 – 赤羽站 –  池袋站 –  新宿站 –  澀谷站 –  大崎站 –  武藏小杉站 –  橫濱站 –  戶塚站 –  大船站 –  藤澤站 –  茅崎站 –  平塚站 –  國府津站 –  小田原站（ - 真鶴站 –  湯河原站 –  熱海站）

### 常磐線

#### 概要

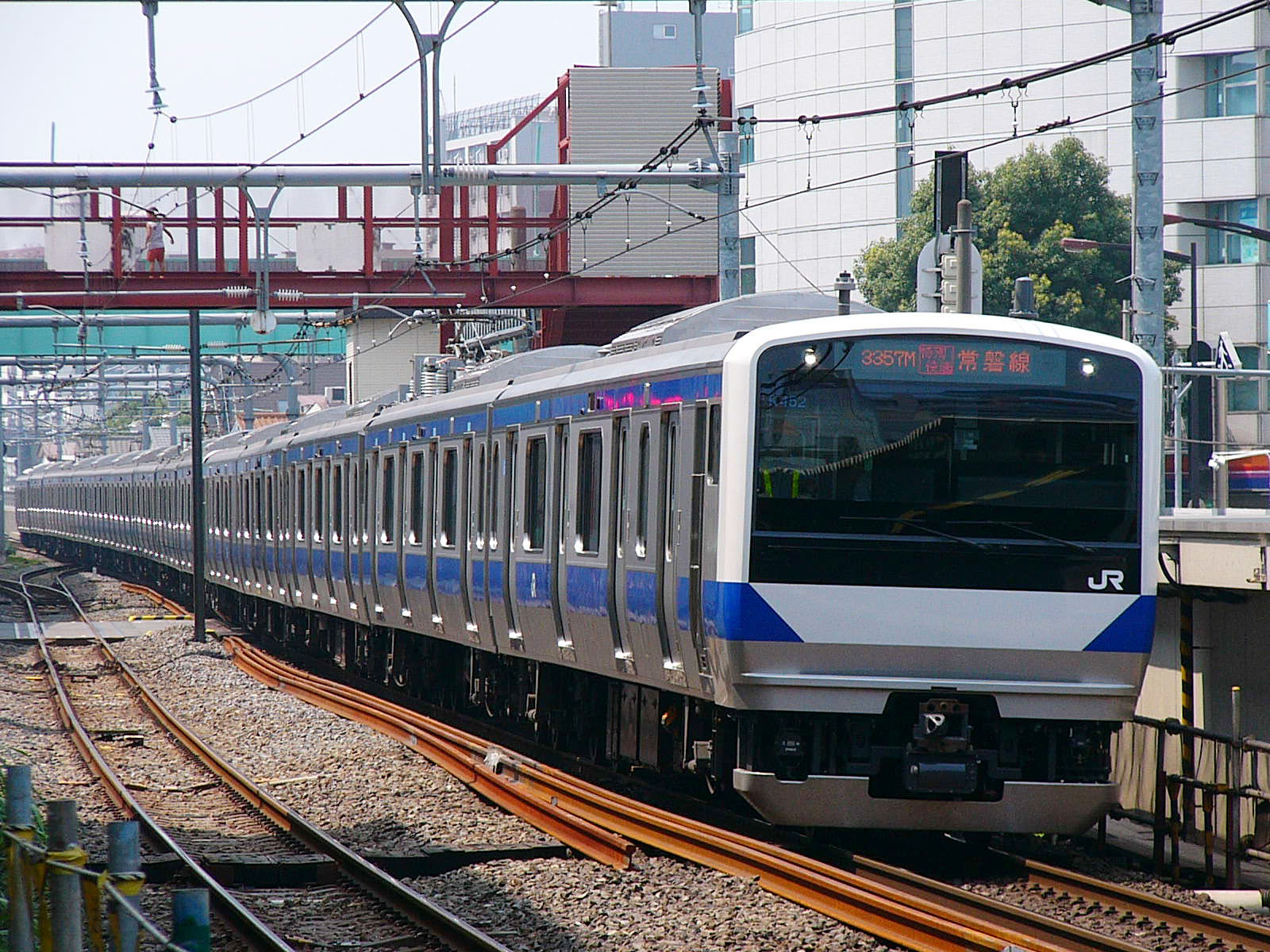
E531系で運行される
常磐線の特別快速

在2005年7月9日起，常磐線開設特別快速班次行走上野站至土浦站之間，標準時間為55分鐘（上行最快56分鐘）。日間上下行共有5.5往返班次（上行5班，下行6班）。這此班次不是額外增加的，而是原本在日間時段，於土浦站到發的普通列車（大約每小時2班）中的1班更換而成。設立的背景是由於同年8月24日，首都圈新都市鐵道筑波快線啟用，因此為此設立了特別快速以進行競爭。列車方面，使用了E531系（勝田車輛中心），該列車會可駛進取手站以北的交流電氣化區間，最高時速為130km/h，同時連結兩輛綠色車廂。在2006年3月18日起，上下行只有6往返班次。在2015年3月14日時間表修正起，列車加停北千住站，上野站至土浦站之間的所需時間增加至下行的57分鐘和上行的58分鐘。此外，在上野東京線啟用後，所有列車於品川站到發。
現時「特別快速」是在常磐線定期列車中作為一種「快速列車」（與取手站以南行走的「快速電車」相異）。過去曾經存在的定期列車或近年行走的臨時列車（使用一般車輛與自由席的列車）中，土浦站以南區間基本上停靠普通列車的停車站，在土浦站以北才有通過站。但是，2004年10月16日起，普通列車在取手站以南的車站資訊中，會被稱呼為「快速」（在同年3月起，取手站以南的停車站與快速電車相同），因此「特別快速」實際上是比「快速」上一級。此外在2006年3月17日前，常磐線中還有「通勤快速」班次，類別介乎於「快速」和「特別快速」之間，通勤快速只有上行班次，同時只於平日早上繁忙時間行駛（下行的通勤快速於2005年7月廢除）。在中央線中，通勤快速比特別快速高一級，但是常磐線則相反（通勤快速中，上野至取手之間的停車站與特別快速一樣，取手至土浦之間只停靠牛久站，在土浦站以北停靠各站，最遠的班次行駛至高萩站）。
快速與通勤快速相異，當下行列車沒有通過車站時，列車資訊會變更為「普通」。同時，就算沒有通過站，取手以北（下行）的列車資訊仍然會稱為「特別快速」。此外，當發行事故使特快運輸中止時，取手至上野之間會變為「快速」列車。但是車站的列車資訊中，列車類別仍然會顯示為「特別快速」。此外，如果沒有嚴重延誤，特快的通過站的時間表上仍然會顯示通過時間。由於取手至土浦之間各站停車，因此與普通列車的時間相差不大。
在上行班次中，「特別快速」列車會在取手站可轉乘後一班從取手站出發的快速列車（除了星期六及假日下午三時時段班次外），在北千住站可與上一班普通班次相互轉乘，後然追越該列車。在下行班次中，上野站可轉乘後一班從該站出發的普通班次，在松戶站可互相轉乘快速列車（前往取手。星期六及假日下午三時時段的班次前往成田），然後追越該列車。轉乘的列車為前往取手站的快速列車（只有平日早上十時時段的班次，在星期六及假日相同時間的列車只前往我孫子站。在2020年3月13日前，平日只前往我孫子，星期六及假日前往取手），其餘時段不可轉乘列車，這是由於上一班列車會前往土浦站的中距離列車。此外，該中距離列車（前往水戶方向）會在土浦站等待特別快速到達後才繼續出發。在後續前往水戶方向的班次中，約10分鐘後會有特急常盤號（在上野站於特快開出21分鐘後出發）停靠，在25分後會有普通列車（在上野站於特快開出3分鐘出發。但是從上野出發的早上十時時段則為7分鐘後。從上野出發於下午一時時段的列車以土浦為終點站，於土浦站轉乘另一班列車）停靠。從上野東京線品川、新橋、東京方向前往三河島站、南千住站與土浦以北的普通列車停車站時，在日暮里站於同一月台轉乘列車比較方便。

#### 停車站
品川站 –  新橋站 –  東京站 –  上野站 –  日暮里站 –  北千住站 –  松戶站 –  柏站 –  取手站 –  藤代站 –  龍崎市站 –  牛久站 –  常陸野牛久站 –  荒川沖站 –  土浦站
- 取手至土浦之間各站停車，因此特別快速的通過站只有在取手以南的常磐快速線內。
- 上野以北的停車模式中，在四線線化前至之後的時期與普通列車相似（最少停靠取手至我孫子、松戶、日暮里和上野）。此外，柏站在1972年至1980年之間只於日間停靠，北千住在1995年3月以前只於早上繁忙時間停靠。

### 總武快速線、內房線

#### 概要
在2015年3月14日起，開設了行走於東京站至館山站之間的班次。每日1往返班次，早上從東京出發前往館山，黃昏從館山出發前往東京。此外，列車班次不會直通橫須賀線。班次使用了來自鎌倉車輛中心的E217系。在東京站至木更津站之間基本連結11輛 + 付屬4輛，共15輛編成行駛。在青堀站至館山站之間的月台不可容納15輛編成的列車，因此在木更津站會把靠近館山一方的基本11輛車廂分離，只留下附屬的4輛編成列車行走於木更津站至館山站之間。此外，班次中設有綠色車廂，在基本11輛編成的列車中，4號和5號車廂為綠色車廂，由於上述提及基本11輛編成的車廂只行走於木更津站至東京站之間，因此木更津站至館山站之間沒有綠色車廂連結。同時，上述提及會在木更津站增結或分離車廂，因此列車會在木更津站停靠8（下行）/9（上行）分鐘。下行班次會在船橋站和市川站追越前往千葉的快速列車，在終點站館山站可轉乘從該站出發前往安房鴨川的普通列車（3分鐘轉乘）。上行班次方面，於木更津站可轉乘前往千葉的普通列車（4分鐘轉乘），在千葉站可轉乘從成田機場站出發前往久里濱的快速列車（轉乘時間3分鐘），在津田沼、船橋和錦糸町也可轉乘相同目的地的列車。在東京站可轉乘前往大船的成田特快號列車（轉乘時間4分鐘），或前往逗子的橫須賀線普通列車（轉乘時間6分鐘）。
在2017年3月4日的時間表修正中，該特別快速行駛兩年後取消了。

### 仙石東北線

#### 概要
在2015年5月30日起，開設了行走於仙台站至石卷站之間的特別快速班次。每日1往返班次。
在高城町站至石卷站之間，於2003年10月前曾經設有特別快速班次（當時行走於青葉通站至石卷站之間。海風號），因此該區間的特別快速在約12年後重現。

##### 停車站
仙台站 - 鹽釜站 - 高城町站 - 矢本站 - 石卷站

### 東海道本線（名古屋地區）

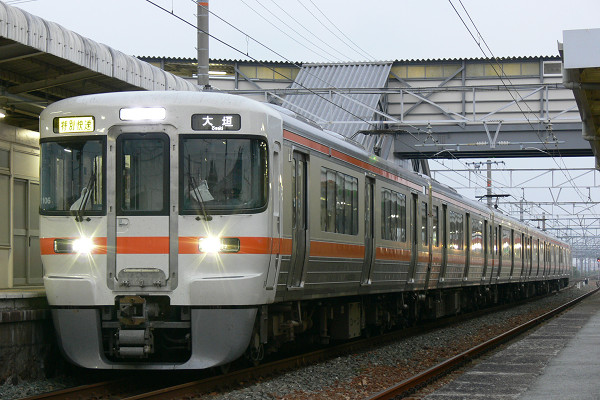
JR東海的特別快速
（JR東海313系電動列車、新居町站）

#### 概要
JR東海的特別快速列車行走於濱松站至米原站之間。在1999年12月4日時間表修正時新設，只於繁忙時間行走，因此開設的定位是通勤快速列車。

#### 運行形態
只於早上和黃昏的班次多為特別快速。此外，日間非繁忙時間以外，每小時有2班特別快速列車，與相近類別的新快速也是每小時2班，共同提供快速服務。

#### 停車站
- （濱松站 –  （各站停車） - ）豐橋站 –  蒲郡站 –  〔幸田站*〕 - 岡崎站 –  安城站 –  刈谷站 –  金山站 –  名古屋站 –  尾張一宮站 –  岐阜站 –  （各站停車） - 大垣站 （- （各站停車） - 米原站）
- 〔　〕內的車站只有平日早上下行2班停靠。

### 指宿枕崎線「菜花DX」
在指宿枕崎線行走的「菜花DX」是在2004年3月13日至2011年3月11日之間行走，班次連結座席指定席車輛。為了分辨行走於相同區間的快速列車「菜花」，因此「菜花DX」被稱為特別快速。參見指宿枕崎線和指宿之玉手箱。 
在2011年3月12日時間表修正中，特別快速列車變更為特急「指宿之玉手箱」而被取消。

## 私鐵、第三部門

### 信濃鐵道「信濃之日出、信濃之日落」、「輕井澤度假」
在2020年（令和2年）7月4日起開設。「信濃之日出、信濃之日落」是平日早上和黃昏的特別快速列車，需要支付額外的費用（收費Liner），從前也有相關列車，但是不是名為特別快速。而輕井澤度假是星期六及假日的額外收費特別快速列車。

### （參考）其他私鐵中相近的「特別快速」類別
在私鐵在快速更高級的列車類別中，料基本上會名為不用特急費用的特急、急行、快速特急（快特）和快速急行等名稱（不同私鐵公司對於上述的列車類別等級有所相異，參見按日本鐵路公司分類的列車類別列表）。但是，比快速高一級的衍生類別中，設有以下例子：
- 神戶電鐵（有馬線、三田線）快速上一級的類別名為「特快速」。參見「神戶電鐵有馬線」。
- 北越急行快速上一級的類別名為「超快速（日语：超快速）」[12]。參見「雪兔」。

## 巴士
在日本的巴士中，西鐵巴士在福岡、北九州市內部分路線設有特別快速班次。詳情參見西鐵巴士各營業所條目。

## 備註
- 在JR集團各公司中，四國旅客鐵道（JR四國）從JR成立至今一直沒有特別快速列車班次。
- 在中國鐵路中，快速列車上一級列車等級設有「特快列車」。
- 在台灣的台灣鐵路管理局中，曾經設有台鐵對號特快列車，在1990年代起統一為自強號列車。

## 注腳
1. ↑  JR東日本八王子支社.  (PDF). 2016-12-16  [2017-03-04]. （原始内容存档 (PDF)于2021-10-19） （日语）. ③新宿始発の特別快速を東京発に変更します
2. ↑  交通公社之時間表　復刻版　1987年4月號、1988年3月號
3. 1 2  . JR東日本：東日本旅客鉄道株式会社.   [2019-08-12]. （原始内容存档于2019-08-12） （日语）.
4. ↑  . JR東日本：東日本旅客鉄道株式会社.   [2019-08-12]. （原始内容存档于2019-08-12） （日语）.
5. ↑  . JR東日本：東日本旅客鉄道株式会社.   [2019-08-12]. （原始内容存档于2019-08-12） （日语）.
6. ↑  . JR東日本：東日本旅客鉄道株式会社.   [2019-08-12]. （原始内容存档于2019-08-12） （日语）.
7. ↑  . JR東日本：東日本旅客鉄道株式会社.   [2019-08-12]. （原始内容存档于2019-08-12） （日语）.
8. ↑  . JR東日本：東日本旅客鉄道株式会社.   [2019-08-12]. （原始内容存档于2019-08-12） （日语）.
9. ↑  JR東日本.  (PDF). 2007-01-19  [2017-03-04]. （原始内容存档 (PDF)于2021-11-27） （日语）. 湘南新宿ラインの特別快速を、1日1往復、観光名所の熱海まで延長して運転します。
10. ↑  JR東日本千葉支社.  (PDF). 2014-12-19  [2017-03-04]. （原始内容存档 (PDF)于2018-06-12） （日语）. 総武快速線経由の『特別快速』を新設し、都心と南房総エリアとの新たな直通サービスを開始します。
11. ↑  JR東日本千葉支社.  (PDF). 2016-12-16  [2017-03-04]. （原始内容存档 (PDF)于2019-12-19） （日语）. お客さまのご利用状況から東京～館山間を運行していた『特別快速』を取り止めます。
12. ↑  平成27年3月14日ほくほく線ダイヤ改正PDF（日語） - 北越急行